# Rita Lee (álbum de 1979)
Rita Lee (comumente conhecido como Mania de Você) é o sétimo álbum de estúdio da musicista brasileira Rita Lee, lançado pela gravadora Som Livre em 1979. Esse foi o seu terceiro álbum de estúdio como artista solo desde Hoje É o Primeiro Dia do Resto da Sua Vida (1972), e após quatro trabalhos sequentes com a banda brasileira de rock, Tutti Frutti. O disco estreia a parceira de Lee com o multi-instrumentista Roberto de Carvalho.
Fortemente influenciado pela música disco, que era popular na época, o álbum serve como uma transição da cantora em orientação a um estilo mais comercial e acessível. O desenho da tatuagem apresentada na foto da capa foi projetado por Hans Donner.
Célebre de público e crítica, apresentou alguns dos maiores sucessos de Lee, como "Chega Mais", "Doce Vampiro" e "Mania de Você". Até o final de 1979, já havia vendido 500 mil cópias. Em 1995, Mania de Você foi reeditado em disco compacto pela EMI Music como parte da coleção Rita Lee Collection. Em 2021, recebeu um relançamento em disco de vinil pela Universal Music.

## Legado
As faixas "Chega Mais" e "Mania de Você" serviram como temas de duas telenovelas homônimas – Chega Mais (1980) e Mania de Você (2024) –, com a última tendo o seu tema regravado pela cantora Anitta, em uma versão de música eletrônica. Outras faixas do álbum também foram regravadas e reverenciadas por outros artistas, como "Doce Vampiro", por Marisa Monte e Ney Matogrosso. "Mania de Você" também tem versões por Simone e Lulu Santos, enquanto "Maria Mole" já foi regravada pela dupla Sandy & Junior.

## Lista de faixas
Todas as faixas escritas e compostas por Rita Lee e Roberto de Carvalho, exceto as indicadas. 
| Lado um |                             |         |  |
| N.º     | Título                      | Duração |  |
| 1.      | "Chega Mais"                | 03:50   |  |
| 2.      | "Papai me Empresta o Carro" | 03:08   |  |
| 3.      | "Doce Vampiro" (Lee)        | 04:24   |  |
| 4.      | "Corre-Corre"               | 04:40   |  |

| Lado dois      |                                          |         |  |
| N.º            | Título                                   | Duração |  |
| 5.             | "Mania de Você"                          | 04:51   |  |
| 6.             | "Elvira Pagã"                            | 03:17   |  |
| 7.             | "Maria Mole" (Lee/Guto Graça Mello)      | 05:17   |  |
| 8.             | "Arrombou a Festa II" (Lee/Paulo Coelho) | 03:33   |  |
| Duração total: | Duração total:                           | 33:00   |  |

## Ficha técnica
- Rita Lee – vocais principais, guitarra clássica (3, 5), flauta (3, 5), percussão (5)
- Roberto de Carvalho – guitarra elétrica (1-4, 6), guitarra clássica (3), piano elétrico (5), teclados (6), vocal de apoio (2)

Músicos adicionais
- Lincoln Olivetti - piano Yamaha (1), piano elétrico (4), sintetizador Oberheim (1, 3, 5, 7), synthbass (3, 5, 7), teclados (8)
- Picolé - bateria (1-3, 6, 8), ro-ton-ton (3)
- Robson Jorge - guitarra (1, 4)
- Jamil Joanes - baixo elétrico (1)
- Claudia Telles - vocal de apoio (1, 7)
- Sonia Buernier - vocal de apoio (1, 7)
- Jane Duboc - vocal de apoio (1, 7)
- Nenem - apito (1)
- Netinho - clarineta (1)
- Márcio Moutarrom - trompete (1)
- Hamilton - trompete (1)
- Zé Bodega - saxofone tenor (1, 6)
- Maciel - trombone (1)
- Lee Marcucci - baixo elétrico (2, 4, 6, 8)
- Naila Skorpio - percussão (3, 5), kalimba (7)
- Ariovaldo - congas (4), percussão (5)
- Guto Graça Mello - percussão (5, 7), guitarra (7)
- Sérgio Dias - violão de doze cordas (5)
- Aurino - saxofone barítono (6)